# Estación de Echigawa
La Estación de Echigawa (愛知川駅 Echigawa-eki?) es una estación de ferrocarril localizada en Aishō (Echigawa), Shiga, Japón.

## Líneas
- Ohmi Railway
  - Línea Principal

## Andenes
La estación tiene dos plataformas laterales, con una vía en cada una.
| Andén                   | Línea             | Dirección | Destino                          |
| ----------------------- | ----------------- | --------- | -------------------------------- |
| Andenes de Ohmi Railway |                   |           |                                  |
| 1                       | ■ Línea Principal | Suroeste  | Yōkaichi, Kibukawa, Ōmi-Hachiman |
| 2                       | ■ Línea Principal | Noreste   | Hikone, Maibara                  |

## Historia
- 11 de junio de 1898 - Apertura de la estación
- 24 de julio de 1898 - Apertura del tramo entre Echigawa y Yokaichi

## Alrededores
- Ayuntamiento de Aishō
- Escuela Secundaria de Echi
- Posada del Nakasendō de Echigawa-juku
- Tōkaidō Shinkansen

## Estaciones adyacentes
| «                            | «                            | Servicio                     | »                            | »                            |
| Línea Principal Ohmi Railway | Línea Principal Ohmi Railway | Línea Principal Ohmi Railway | Línea Principal Ohmi Railway | Línea Principal Ohmi Railway |
| ---------------------------- | ---------------------------- | ---------------------------- | ---------------------------- | ---------------------------- |
| Toyosato                     |                              | Local                        |                              | Gokashō                      |
| Servicio rápìdo: Sin parada  |                              |                              |                              |                              |